# صبح قهوه‌ای
صبح قهوه ای (به فرانسوی: Matin Brun) داستانی فرانسوی، نوشته شده توسط فرانک پاولوف در سال ۱۹۹۸ است. این داستان توسط یک انتشارات تخصصی شعر به نام چِینه در دسامبر سال ۱۹۹۸ منتشر شد.

عنوان این داستان، به «پیراهن قهوه ای‌ها»، نام مستعار داده شده به شبه‌نظامیان نازی اشاره دارد. این نویسنده پس از افشای خبر اتحاد نامزدها در دور دوم انتخابات با جبهه ملی از این رویداد با عنوان «خشم افسارگسیخته» یاد کرد.

## خلاصۀ داستان
دولتی ساختگی به نام دولت قهوه‌ای، قانونی را تصویب می‌کند که هیچ‌کس حق داشتن حیوانات غیر قهوه‌ای را ندارد و دلایلی علمی را نیز برای تصویب این قانون اعلام می‌دارند. قهرمان داستان با مسائلی در این خصوص مواجه می‌شود.

## بازخوردها
صبح قهوه‌ای نگاهی نو و متکثر است در برابر نگاهی جزمی و واپسگرا، که هر روز ما را وادار می‌سازد تا خود را با تمامی موازین هرچند کوچک آن منطبق سازیم؛ آنچه فرانک پاولوف، به‌درستی آن را سازش‌های کوچک می‌نامد؛ و شاید مهم‌ترین دلیل استقبال گسترده جهانی از این کتاب این است که مرزهای زمانی و مکانی را درنوردیده است و فصل خاصی از زندگی بشریت را مد نظر ندارد. این کتاب در سال ۲۰۰۲ با فروش بیش از یک میلیون نسخه موفقیت چشمگیری را کسب کرد و این اتفاق به دلیل، خبر غافلگیر کننده راه یافتن نامزد جناح راست تندرو، ژان ماری لوپن، به دور دوم انتخابات بود.